# هيدروكربون عطري متعدد الحلقات

النفثالين أبسط الهيدروكربونات العطرية متعددة الحلقات

الهيدرو كربونات الأروماتية متعددة الحلقات (PAHs) هي مركبات كيميائية تتكون من حلقات أروماتية مدموجة ولا تحتوي على ذرات متغايرة ولا يوجد بها مستبدلات. وعديد من هذه المركبات يعرف عنها أنها مسرطنة. وتنتج من احتراق غير كامل للوقود المحتوى على كربون مثل الخشب، الفحم، الديزل، الشحوم، التبغ.

## خطورة شواء اللحم

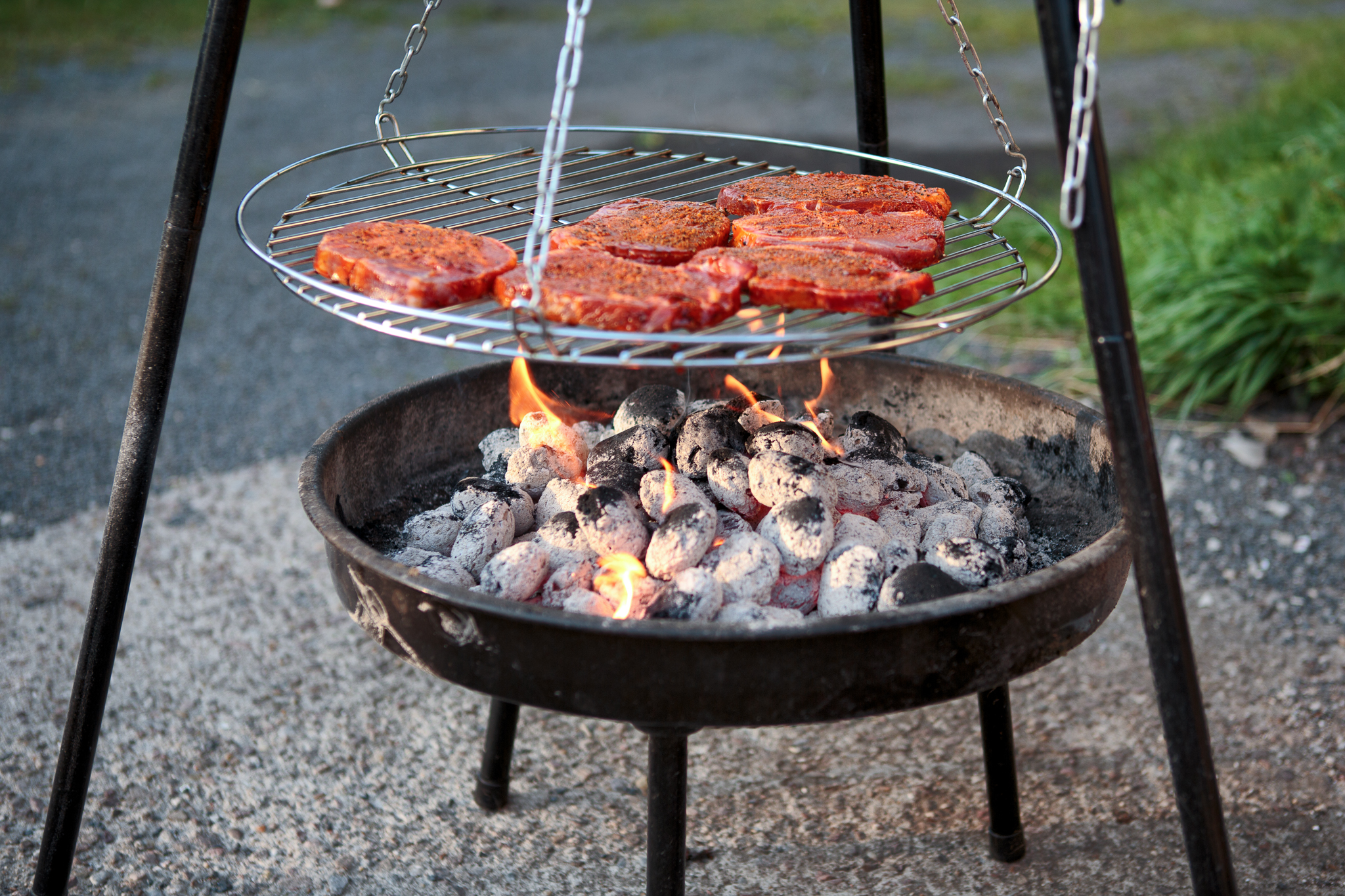
طريقة غير سليمة للشواء، السليم هو وضع اللحم على رقيقة من الألمونيوم لمنع سقوط الدهن من اللحم على الفحم المتوقد واحتراقه وتصاعد غازات منه تحتوي على هيدروكربونات عطرية متعددة الحلقات تلتصق باللحم ثم نأكلها.

من الممكن خلال شواء اللحم أو شواء السمك فوق الفحم مباشرة يمكن أن يتساقط الدهن على الفحم فيصدر منه دخان أسود، هذا الدخان الأسود يحتوي على غازات مسرطنه من نوع PAH تترسب على اللحم أو السمك الذي شويه ثم نأكله بعد ذلك ونعرض أنفسنا للإصابة بالسرطان ؛ لهذا يجب حجب تلك الأدخنة الضارة عن اللحم أو السمك بوضع رقيقة ألمونيوم تحت ما نقوم بشوائه.
- أثناء التدخين أيضا تنشأ غازات هيدروكربون عطري متعدد الحلقات  تدخل الرئتين والفم واللسان والحبال الصوتية قد تتسبب في تولد السرطان فيها؛ لهذا تنصح وزارات الصحة والأطباء في مختلف الدول و منظمة الصحة العالمية بعدم التدخين.

## وصلات خارجية
- قاعدة بيانات تركيب الهيدروكربونات الحلقية المتعددة الحلقات